# Parc del Migdia
El parc del Migdia és un parc urbà de la ciutat de Girona, al sud del centre urbà, entre l'Eixample i el Pla de Palau. Va ser construït al lloc de casernes militars (1943-1993) enderrocades pel consorci MBM arquitectes. Té un estany artificial, un cafè, una zona de gespa i diverses zones amb vegetació. És tancat de nit per una tanca excepte en una part al nord on resta tancat per diverses edificacions.